# Aleksandra Hartwig
Aleksandra Teresa Hartwig (ur. 3 września 1936 w Warszawie, zm. 22 grudnia 2022) – polska weterynarz, specjalizująca się w chorobach pszczół, prof. dr hab.

## Życiorys
W 1959 ukończyła studia w Szkole Głównej Gospodarstwa Wiejskiego w Warszawie, w 1967 obroniła pracę doktorską Badania cytochemiczne nad jelitem środkowym pszczół zdrowych, zakażonych pasożytem Nosema apis Zander oraz zakażonych i poddanych leczeniu preparatem Fumagilin DCH, w 1977 otrzymała stopień doktora habilitowanego. W 1991 uzyskała tytuł profesora nauk weterynaryjnych.
Pracowała w Katedrze Chorób Zakaźnych, Mikrobiologii i Parazytologii na Wydziale Medycyny Weterynaryjnej Szkoły Głównej Gospodarstwa Wiejskiego.
Należała do Parafii Ewangelicko-Ausburskiej Wniebowstąpienia Pańskiego w Warszawie. 12 stycznia 2023 roku pochowana została na Cmentarzu ewangelicko-augsburskim w Warszawie.

## Odznaczenia i wyróżnienia
- 1996: Honorowe członkostwo Polskiego Związku Pszczelarskiego[1]
- Medal Ks. dr Jana Dzierżona[1]
- Złota Odznaka PZP[1]
- Medal Komisji Edukacji Narodowej[1]
- Odznaka Zasłużony dla Rolnictwa[1]
- Krzyż Kawalerski Orderu Odrodzenia Polski[1]
- Złoty Krzyż Zasługi[1]